# The Great Wide Open
The Great Wide Open è un EP dei Funeral for a Friend, pubblicato il 15 ottobre 2007 con etichetta Atlantic Records. L'EP contiene la canzone The Great Wide Open, dall'album Tales Don't Tell Themselves uscito a maggio, più il suo video musicale e 8 canzoni precedenti registrate nel corso di un live effettuato dalla band ad agosto al Barfly di Londra. Inizialmente la canzone doveva essere il terzo singolo estratto dall'album, ma poi si è deciso di inserirla all'interno di questo EP.
L'annuncio della pubblicazione dell'EP è stato dato il 4 ottobre dalla band attraverso un comunicato ufficiale.

## Critica
La critica ha accolto con favore questo EP, soprattutto dopo il flop di Tales Don't Tell Themselves. Sputnikmusic (4/5) avanza l'ipotesi che la pubblicazione di questo disco costituisca una sorta di "scusa" da parte della band verso i propri fan, per aver pubblicato un album di bassissimo profilo a maggio. Le canzoni dei primi EP e dei primi album suonano molto meglio live che in studio, sono più aggressive e il cantato è migliore.

## Video
Il video di The Great Wide Open comincia inquadrando una spiaggia di notte con le onde lievi che si frangono sul bagnasciuga; poi viene ripresa la band mentre suona la canzone all'interno di una casa situata a poca distanza dalla spiaggia. Verso metà video la casa prende a illuminarsi di rosso, di verde e di bianco, risultando ampiamente illuminata anche dall'esterno (un po' a mo' di faro). Il video si chiude nuovamente con una panoramica del litorale.

## Tracce
1. The Great Wide Open – 3:32
2. 10:45 Amsterdam Conversations (Live) – 4:14
3. Juneau (Live) – 4:11
4. Red Is the New Black (Live) – 6:00
5. The Art of American Football (Live) – 2:47
6. This Year's Most Open Heartbreak (Live) – 3:54
7. She Drove Me to Daytime Television (Live) – 4:52
8. Kiss and Makeup (All Bets Are Off) (Live) – 3:32
9. Escape Artists Never Die (Live) – 6:07
10. The Great Wide Open (Video) – 3:34

## Artwork
La copertina dell'EP è una foto in bianco e nero che ritrae Matt Davies durante un live mentre compie un salto sul palco. Il nome della band ed il titolo sono scritti in rosso.

## Formazione

### Band
- Matthew Davies-Kreye - voce
- Kris Coombs-Roberts - chitarra
- Darran Smith - chitarra
- Gareth Davies - basso
- Ryan Richards - batteria e voce

### Altro personale
- Gil Norton - produzione (tracce 1 e 10)